# Вяземский, Афанасий Иванович
Не путать с современником, князем Афанасием Ивановичем Вяземским по прозванию Долгой (ум. 1573).
Князь Афана́сий Ива́нович Вя́земский — русский государственный деятель, дипломат, опричный воевода, наместник, оружничий, опричник и любимец Ивана Грозного.
Из княжеского рода Вяземских. Младший сын князя Ивана Андреевича Вяземского. Имел братьев князей: окольничего Василия Ивановича по прозванию Волк и голова и рында Лев Иванович.

## Биография
В Дворовой тетради князь Афанасий Иванович назван «литвой дворовой» служивший «по Костроме» (1550). В 1551 году второй дворовый воевода в походе с Государём в Великие Луки и Полоцку. В ноябре 1553 года на свадьбе казанского царевича Симеона Касаевича с Марией Андреевной Кутузовой-Клеопиной, указал ему Государь быть седьмым стольником при нём. Во время Полоцкого похода (1562—1563), в котором он служил обозным воеводою, умело навёл порядок в движении войск, за что вошёл в число ближайших советников Ивана IV Васильевича. В 1564 году пожалован в оружейничие, в декабре сопровождал царя во время его отъезда в Александровскую слободу.
Межевал земли Мезени на опричные и земские (1565). В 1565 году был одним из главных советников Грозного по организации опричнины; затем, когда Грозный вздумал обратить дворец в Александровской слободе в монастырь, избрав для этого из опричников 300 человек и назвав их «братией», а себя — «игуменом», получив звание «келаря». Во время кровавых оргий Грозного, вместе с Малютой Скуратовым, стоял во главе неистовствовавших опричников. Пожалован думным чином оружничего (между 1565 и 1566). В 1566 году на мирных переговорах с послами Великого княжества Литовского упомянут как окольничий, оружничий и наместник Вологды, в июле — второй в ответе с польскими послами. Вместе с А. Д. Басмановым заключил в Александровой слободе союзный договор со шведскими послами (февраль 1567). В качестве 2-го воеводы участвовал в походе из Новгорода на Литовские земли (сентябрь 1567). Зимой 1567—1568 годов второй воевода в Дорогобуже.
После падения Адашева и Сильвестра пользовался неограниченным доверием своего государя, который из его только рук принимал лекарства, приготовленные царским доктором Ленсеем, и с ним только совещался о своих тайных планах. Князь Афанасий Иванович участвовал в тайных переговорах царя с английскими послами А. Дженкинсоном (Москва, сентябрь 1567) и Т. Рандольфом (февраль—июнь 1569), целью которого должен был стать военный союз между Русским государством и Англией, а также получение гарантий на случай бегства Ивана IV с семьёй в Англию. Принимал участие в расследовании заговора конюшего И. П. Фёдорова в пользу Старицкого князя Владимира Андреевича (1568). Участвовал в походе опричников на Новгород и Псков (1569—1570).
В 1570 году, после новгородского разгрома, он вместе с Фёдором Басмановым и многими боярами и дьяками был обвинён в том, что вёл переговоры с новгородским архиепископом Пименом, замышляя предать Новгород и Псков Литве, извести царя Ивана, а на государство посадить князя Владимира Андреевича. Обвинителем Вяземского явился облагодетельствованный им боярский сын Григорий Ловчиков, который донёс на князя, что он предуведомил новгородцев о гневе царском.
Князь А. И. Вяземский умер во время пыток (1570), его имя отсутствует в синодике опальных.

## Воспоминания современников
По данным Г. фон Штадена, наряду с боярином А. Д. Басмановым и постельничим П. В. Зайцевым производил в 1565 году набор в опричнину детей боярских Суздальского, Можайского и Вяземского уездов.
По словам немецкого дворянина, жившего в Москве в то время Альберта Шлихтинга, узнав об измене Вяземских, царь велел убить из засады его брата. После этого происшествия А. И. Вяземский несколько дней укрывался в доме лейб-медика Арнольда Линдзея, но вскоре был обнаружен и подвергнут торговой казни, битьём палками на рыночной площади, с вымоганием казны. Затем царь сослал бывшего любимца в Посад Городецкий на Волге, где тот и умер находясь «в железных оковах».

## Семья
Жена: имя неизвестно, о ней упоминает А. Шлихтинг, не называя имя.
По родословной росписи показан бездетным.

## Художественное отображение
- Князь Вяземский — главный антагонист романа А. К. Толстого «Князь Серебряный» (1863).
- В одной из киноверсий романа «Царь Иван Грозный» (реж. Геннадий Васильев, 1991) роль Вяземского исполнил актёр Андрей Соколов, в другой «Гроза над Русью» (реж. Алексей Салтыков, 1992) — Юрий Астафьев.
- в сериале «Грозный» (2020) — Игорь Миркурбанов